# Mapa empatie
Mapa empatie je jedním z mnoha nástrojů UX designu, který výzkumníkům pomáhá vcítit se do uživatelů, syntetizovat jejich pozorování a získat neočekávané poznatky o potřebách uživatelů. Využívá se v designovém procesu, konkrétně ve fázi analýzy, a je také užitečná jako základ pro stavbu person.

## Užití
Mapu empatie výzkumník především využije, když
- chce uspořádat data z uživatelského výzkumu,
- srovnává jednotlivé persony z hlediska vztahu ke službě,
- připravuje podklady pro další analýzu.[2]

## Struktura
Mapa je tradičně rozdělena do 4 kvadrantů podle toho, co uživatel: řekl, udělal, myslel a cítil. Mapa poskytuje pohled na to, kdo je uživatel jako celek a měla by být založena na pečlivém pozorování a analýze toho, jak se choval a jak reagoval na určité činnosti, návrhy, rozhovory atd.
Papír (nebo obrazovka) je rozdělen na 4 části se skicou uživatele ve středu. Každá část papíru reprezentuje jeden z kvadrantů, ve kterém se nachází výzkumná data.
- Kvadrant 1: Říká (Say) – Kvadrant obsahuje to, co uživatel říká nahlas v hloubkovém rozhovoru. V ideálním případě obsahuje přímé citace.[3]
- Kvadrant 2: Myslí si (Think) – Kvadrant zachycuje, co si uživatel myslí v průběhu zkoumaného zážitku. Výzkumník se může ptát sám sebe: Co zaměstnává myšlenky uživatele? Co je pro uživatele důležité? Věnuje však zvláštní pozornost tomu, co si uživatelé myslí, ale nemusí být ochotni říct nahlas.
- Kvadrant 3: Dělá (Do) – Kvadrant zahrnuje akce, které uživatel provádí. Co z výzkumu uživatel fyzicky dělá? Jak to uživatel dělá?
- Kvadrant 4: Cítí (Feel) – Kvadrant pocitů je emocionální stav uživatele, často reprezentovaný jako přídavné jméno a krátká věta pro kontext. Otázky, které si výzkumník může klást jsou: Co uživatele trápí? Z čeho je uživatel nadšený? Jak uživatel vnímá tuto zkušenost?[3]